# Jackson (Nebraska)
Jackson és una població dels Estats Units a l'estat de Nebraska. Segons el cens del 2000 tenia 205 habitants.

## Demografia
Segons el cens del 2000, Jackson tenia 205 habitants, 83 habitatges, i 57 famílies. La densitat de població era de 465,6 habitants per km².
Dels 83 habitatges en un 32,5% hi vivien nens de menys de 18 anys, en un 54,2% hi vivien parelles casades, en un 10,8% dones solteres, i en un 31,3% no eren unitats familiars. En el 30,1% dels habitatges hi vivien persones soles el 15,7% de les quals corresponia a persones de 65 anys o més que vivien soles. El nombre mitjà de persones vivint en cada habitatge era de 2,47 i el nombre mitjà de persones que vivien en cada família era de 3,09.
Per edats la població es repartia de la següent manera: un 26,8% tenia menys de 18 anys, un 7,3% entre 18 i 24, un 26,8% entre 25 i 44, un 24,4% de 45 a 60 i un 14,6% 65 anys o més.
L'edat mediana era de 38 anys. Per cada 100 dones de 18 o més anys hi havia 100 homes.
La renda mediana per habitatge era de 50.833 $ i la renda mediana per família de 59.063 $. Els homes tenien una renda mediana de 31.500 $ mentre que les dones 22.917 $. La renda per capita de la població era de 20.771 $. Aproximadament el 3,2% de les famílies i l'1,9% de la població estaven per davall del llindar de pobresa.

## Poblacions més properes
El següent diagrama mostra les poblacions més properes.